# Dilatante
Un dilatante (altresì denominato fluido ispessente al taglio) è un materiale in cui la viscosità aumenta al crescere della deformazione di taglio. Questo fluido ispessente al taglio, noto anche con l'acronimo inglese STF, è un esempio di fluido non newtoniano, in cui la viscosità di taglio aumenta all'aumentare dello sforzo di taglio applicato.

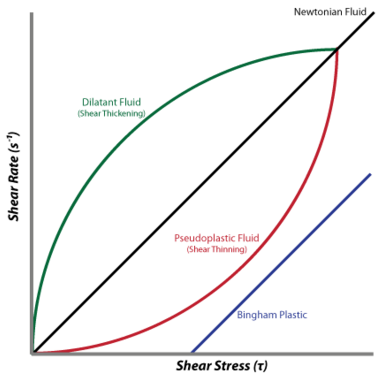
Confronto del comportamento della velocità di incremento dello sforzo di taglio di quattro tipi di fluidi in funzione dello sforzo di taglio applicato

Questo comportamento è solamente uno dei tipi di deviazione dalla legge di Newton ed è controllato da fattori quali la dimensione delle particelle, la loro forma e distribuzione. Le proprietà di queste sospensioni sono spiegate dalla teoria di Hamaker e dalle forze di Van der Waals e possono essere stabilizzate elettrostaticamente o stericamente. Il fenomeno di ispessimento al taglio avviene quando una sospensione colloidale passa da uno stato stabile a uno stato di flocculazione. Questo comportamento è attualmente in fase di studio per l'applicazione nella fabbricazione delle cosiddette armature liquide, giubbotti antiproiettile contenenti appunto dilatanti, da parte di società come la Dow Corning con il suo "Active Protection System" (Sistema di Protezione Attivo). Una gran parte delle proprietà di questi sistemi sono dovute alla chimica di superficie delle particelle in dispersione, note come colloidi.
Si può facilmente vedere questo effetto preparando una miscela di amido di mais e acqua (a volte chiamata oobleck), che si comporta in maniera assolutamente inaspettata quando colpita o scagliata contro una superficie.
Anche la sabbia completamente bagnata con acqua si comporta come materiale dilatante. Questa è la ragione per cui, camminando sulla sabbia umida, compare un'area più asciutta dove si è posato il piede.
La reopessia è una proprietà simile, in cui la viscosità aumenta all'aumentare nel tempo dello stress cumulativo o dell'agitazione. Un materiale che si comporta in maniera contraria a quella di un dilatante è definito pseudoplastico.

## Definizioni
Esistono due tipi di deviazione dalla Legge di Newton che si osservano nei sistemi reali. La deviazione più comune è il comportamento di assottigliamento sotto sforzo di taglio, in cui la viscosità del sistema decresce all'aumentare della velocità di taglio.
La seconda deviazione è il comportamento di ispessimento sotto sforzo di taglio, in cui la viscosità cresce all'aumentare della velocità di taglio.
Questo comportamento si osserva perché il sistema cristallizza sotto sforzo e si comporta più come un solido che come una soluzione.
Quindi, la viscosità di un fluido che si ispessisce al taglio è funzione della velocità di taglio. La presenza di particelle sospese spesso influisce sulla viscosità di una soluzione. Infatti, con le particelle idonee, anche un fluido newtoniano può mostrare un comportamento non newtoniano. Un esempio di ciò è l'amido di mais in acqua (si veda la seguente sezione "Esempi").
I parametri che controllano l'ispessimento da taglio sono:
- la dimensione e la distribuzione delle dimensioni delle particelle,
- la frazione volumetrica delle particelle,
- la forma della particella,
- le interazioni particella-particella,
- la viscosità di fase omogenea,
- il tipo, la velocità e la durata della deformazione.

Oltre a questi parametri, si deve considerare che tutti i fluidi ispessenti al taglio sono sospensioni stabili ed hanno una frazione volumetrica di solido che è relativamente elevata.
La viscosità di una soluzione come funzione dello sforzo da taglio è data dall'equazione della funzione esponenziale, in cui η è la viscosità, K è una costante caratteristica del materiale e γ̇ è lo sforzo da taglio applicato:
{\displaystyle \eta =K{\dot {\gamma }}^{n-1}}
Il comportamento dilatante si verifica quando n è maggiore di 1.
Di seguito si riporta una tabella dei valori di viscosità per alcuni materiali comuni:
| Materiale                | Viscosità (cP)  |
| ------------------------ | --------------- |
| Benzene                  | 0,601           |
| Tetracloruro di carbonio | 0,88            |
| Etanolo                  | 1,06            |
| Mercurio                 | 1,55            |
| Pentano                  | 2,24            |
| Acido solforico          | 27              |
| Acqua a 298 K            | 1 – 5           |
| Acqua a 460 K            | 1 - 5           |
| Sangue                   | 10              |
| Liquido antigelo         | 14              |
| Sciroppo d'acero         | 150–200         |
| Miele                    | 2.000–3.000     |
| Sciroppo di cioccolato   | 10.000–25.000   |
| Burro d'arachidi         | 150.000–250.000 |
| Ketchup                  | 50.000–70.000   |

### Sospensioni stabili
Una sospensione è composta da una fase di particolato fine dispersa in una diversa fase eterogenea. Si osserva l'ispessimento al taglio nei sistemi un cui una fase solida particellare è dispersa in una fase liquida. Queste miscele differiscono dai colloidi in quanto sono instabili. Le particelle solide disperse sono sufficientemente grandi da sedimentare, separandosi così dalla fase liquida. Al contrario, in un colloide, i solidi dispersi sono più piccoli di dimensione e non sedimentano.
Esistono molti metodi per stabilizzare le sospensioni, tra cui metodi elettrostatici e sterici.

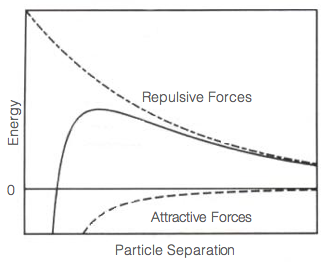
Energia di repulsione in funzione della separazione delle particelle

In una sospensione instabile, la fase particellare dispersa tende a separarsi dalla sospensione per effetto di forze che agiscono sulle particelle (ad esempio la forza di gravità o l'attrazione di Hamaker).
L'intensità dell'effetto che queste forze producono nell'estrarre la fase particellare al di fuori della sospensione è proporzionale alla dimensione delle particelle.
Per le particelle grandi, le forze gravitazionali sono maggiori delle interazioni particella-particella, mentre è vero il contrario per particelle piccole.
L'ispessimento al taglio è osservato tipicamente nelle sospensioni di particelle solide piccole, indicando che l'attrazione particella-particella di Hamaker è la forza dominante. Perciò, la stabilizzazione di una sospensione dipende dall'introduzione di una forza repulsiva contrapposta.
La teoria di Hamaker descrive l'attrazione tra corpi quali le particelle solide.
Si è verificato che la spiegazione delle forze di Van der Waals potrebbe essere estesa dalla spiegazione delle interazioni tra due molecole con dipoli indotti ai corpi solidi di piccole dimensioni sommando tutte le forze intermolecolari agenti tra i corpi.
Similmente alle forze di Van der Waals, la teoria di Hamaker descrive l'intensità dell'interazione della particella-particella come inversamente proporzionale al quadrato delle distanze.
Pertanto, molte sospensioni stabilizzate incorporano una forza repulsiva agente a distanza che è dominante rispetto all'attrazione di Hamaker quando i corpi interagenti sono a una distanza sufficiente, in maniera da prevenire effettivamente che i corpi si avvicinino l'uno all'altro.
Comunque, a brevi distanze l'attrazione di Hamaker prevale, causando la coagulazione e la sedimentazione delle particelle.
Due forze agenti a distanza utilizzate per stabilizzare le sospensioni sono le forze elettrostatiche e le forze steriche.

#### Sospensioni stabilizzate per via elettrostatica

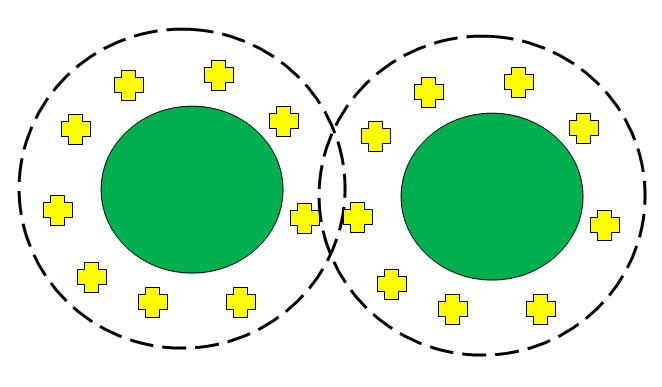
Particella in sospensione stabilizzata mediante una forza elettrostatica a doppio strato

Le sospensioni di particelle di carica simile disperse in un elettrolita liquido sono stabilizzate mediante un effetto descritto dal modello del doppio strato di Helmholtz.
Il modello prevede due strati. Il primo strato è la superficie carica della particella, che crea un campo elettrostatico che interessa gli ioni nell'elettrolita.
In risposta a questa carica, gli ioni creano uno strato diffuso di carica uguale e opposta, rendendo neutra la carica effettiva della superficie.
Comunque, lo strato diffuso crea un potenziale attorno alla particella che è differente da quello della massa dell'elettrolita.
Lo strato diffuso serve alla stabilizzazione delle particelle come forza agente a distanza. Quando due particelle si avvicinano l'una all'altra, lo strato diffuso di una particella si sovrappone allo strato diffuso dell'altra, generando una forza repulsiva, cosicché le particelle non possono coalescere.
La seguente equazione fornisce l'energia tra due particelle colloidali come risultante dalle interazioni di Hamaker e dalle repulsioni elettrostatiche.
{\displaystyle V=\pi R\left({\frac {-H}{12\pi h^{2}}}+{\frac {64CkT\Gamma ^{2}e^{\kappa }h}{\kappa ^{2}}}\right)}
in cui:
V = energia tra singole coppie di particelle
R = raggio delle particelle
-H = costante di Hamaker tra particella e solvente
h = distanza tra le particelle
C = concentrazione superficiale di ioni

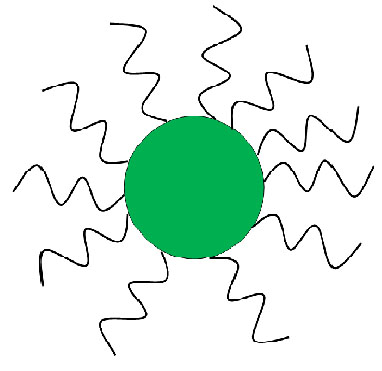
Particella in sospensione stabilizzata mediante ingombro sterico.

k = costante di Boltzmann
T = temperatura in Kelvin
{\displaystyle \Gamma } = eccesso di superficie
{\displaystyle \kappa } = lunghezza di Debye inversa

#### Sospensioni stabilizzate per via sterica
A differenza di quanto avviene nella stabilizzazione per via elettrostaica, le sospensioni stabilizzate per via sterica si basano sull'interazione fisica di catene polimeriche attaccate alla superficie delle particelle al fine di mantenere la sospensione stabile.
Le catene polimeriche adsorbite agiscono come uno spaziatore per mantenere le particelle in sospensione separate a una distanza sufficiente per prevenire che l'attrazione di Hamaker divenga dominante ed estragga le particelle dalla sospensione.
I polimeri solitamente sono chimicamente legati o adsorbiti sulla superficie della particella. Con i polimeri legati, un'estremità della catena polimerica è covalentemente legata alla superficie della particella.
Invece, con i polimeri adsorbiti, si utilizzano copolimeri composti da regioni liofobiche e liofiliche, in cui la regione liofobica aderisce in maniera non covalente alla superficie della particella e la regione liofilica forma la zona di ingobro sterico (o di distanziamento).

## Teorie che spiegano l'ispessimento al taglio
La dilatanza in un colloide, vale a dire la sua capacità di ordinarsi in presenza di forze di taglio, dipende dal rapporto fra le forze interparticellari. Fintantoché le forze interparticellari, quali le forze di Van der Waals, dominano, le particelle in sospensione rimangono in strati ordinati. Quando invece dominano le forze di taglio, le particelle iniziano a flocculare e non sono più mantenute in sospensione. Iniziano quindi a comportarsi come solidi.
Quando si rimuovono le forze di taglio, le particelle si disperdono e formano nuovamente una sospensione stabile.
Questo è l'opposto dell'effetto di assottigliamento al taglio, in cui la sospensione è inizialmente in condizioni di flocculazione e diviene stabile quando uno sforzo è applicato.
L'ispessimento al taglio dipende in larga misura dalla frazione volumetrica del particolato solido sospeso nel liquido. Tanto maggiore è la frazione volumetrica, tanto minore è lo sforzo di taglio richiesto per iniziare l'ispessimento al taglio. La velocità di taglio alla quale il fluido passa da comportamento newtoniano all'ispessimento al taglio è nota come velocità critica di taglio.

### Transizione dall'ordine al disordine
Quando si sottopone una sospensione concentrata stabilizzata ad una velocità di taglio relativamente bassa, le interazioni repulsive particella-particella le mantengono in una struttura ordinata, stratificata, in equilibrio.
Quando la velocità di taglio supera la velocità critica di taglio, le forze di taglio, che spingono le particelle l'una vicino all'altra, prevalgono sulle interazioni repulsive particella-particella, cosicché le particelle si spostano dalle loro posizioni di equilibrio. Questo fatto causa la perdita di ordine della struttura e, di conseguenza, l'aumento della viscosità.
Pertanto, la velocità critica di taglio è definita come la velocità di taglio alla quale le forze di taglio, che spingono le particelle l'una vicino all'altra, sono uguali in modulo alle interazioni repulsive fra particelle.

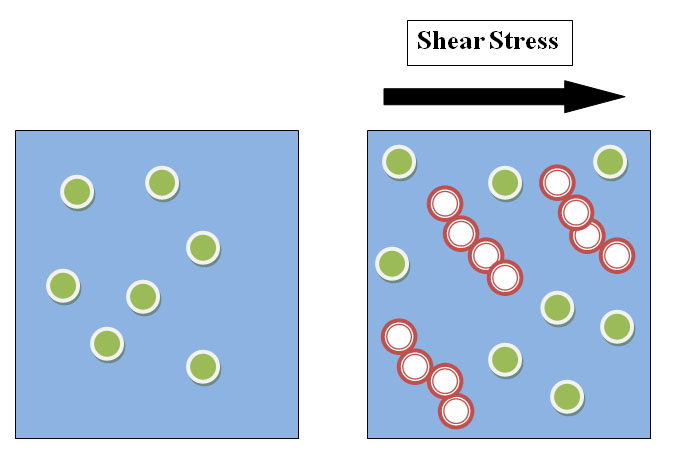
Formazione transitoria di hydrocluster di una particella in sospensione.

### Formazione dihydrocluster
Quando le particelle di una sospensione stabilizzata passano da uno stato di immobilità ad uno stato di mobilità, piccoli raggruppamenti di particelle formano hydrocluster, aumentando la viscosità.
Questi hydrocluster sono composti da particelle temporaneamente compresse assieme a formare una catena irregolare di particelle, a forma di bastoncello, simile a una coda di tronchi o a una coda stradale.
In teoria le particelle hanno distanze interparticellari estremamente piccole, rendendo incomprimibile questo hydrocluster temporaneo e transitorio. È possibile che ulteriori hydrocluster si formino attraverso meccanismi di aggregazione.

## Esempi

### Silly Putty
Il Silly Putty, un divertimento per molte generazioni di bambini, fu realizzato per la prima volta durante la II Guerra Mondiale nel tentativo di creare gomma sintetica a partire da olio siliconico e acido borico.
Questo materiale può essere stirato senza strapparsi (anche se qualche parte può staccarsi), ha un rimbalzo dell'80% quando lanciato in forma di palla e mantiene la sua forma quando è colpito con un martello o è appiattito dal palmo della mano di un bambino.

### Amido di mais e acqua (Oobleck)
L'amido di mais è un comune agente ispessente utilizzato in cucina. È anche un buon esempio di sistema ispessente al taglio. Quando si applica una forza a una miscela 1:2.5 di acqua e amido di mais, l'amido di mais si comporta come un solido e oppone resistenza alla forza. Si può vedere un esempio di questo comportamento in questo video.

### Silice e polietilenglicole
Si disperdano nanoparticelle di silice (SiO2) in polietilenglicole. Le particelle di silice producono un materiale ad elevata resistenza quando avviene la flocculazione. Questo ne permette l'utilizzo in applicazioni quali i giubbotti antiproiettile liquidi e le pastiglie dei freni.

## Applicazioni

### Controllo della trazione
I materiali dilatanti hanno alcuni impieghi industriali grazie al loro comportamento ispessente al taglio.
Ad esempio, alcuni sistemi di trazione a quattro ruote usano un giunto viscoso riempito con fluido dilatante per assicurare il trasferimento della potenza tra ruote anteriori e posteriori. Su superfici stradali ad elevata aderenza, il moto relativo tra ruote di trazione primaria e secondaria è circa nullo, cosicché il taglio è basso e si trasferisce poca potenza.
Quando le ruote della trazione primaria iniziano a slittare, lo sforzo di taglio aumenta provocando l'ispessimento del fluido. Ne consegue che il trasferimwento di coppia alle ruote della trazione secondaria aumentano in proporzione, fintantoché si trasferisce la massima quantità di potenza disponibile quando il fluido è completamente nello stato ispessito.
Un'altra applicazione dei dilatanti sono i differenziali bloccabili o a scorrimento limitato (autobloccante), alcuni tipi dei quali agiscono sfruttando lo stesso principio.
Per l'utilizzatore, questo sistema è completamente passivo, inserendo le quattro ruote motrici quando necessario e ritornando alla trazione a due ruote motrici una volta terminata la necessità. Questo sistema è solitamente utilizzato nei veicoli per uso stradale, piuttosto che nei fuoristrada, dal momento che la viscosità elevata del fluido dilatante limita la quantità di coppia che può essere trasferita attraverso il giunto.

### Giubbotti antiproiettile
Varie società private e enti governativi stanno effettuando ricerche per l'applicazione dei fluidi ispessenti al taglio alla produzione dei giubbotti antiproiettile.
Questi sistemi potrebbero permettere la normale mobilità di chi lo indossa senza impedirne i movimenti, fornendo però la necessaria rigidità per resistere alla perforazione da proiettili, colpi di coltello e attacchi simili.
Il principio è simile a quello delle armature di maglia metallica, anche se il giubbotto antiproiettile che utilizza un dilatante sarebbe molto più leggero.
Il fluido dilatante disperderebbe la forza di un impatto improvviso su un'area più ampia del corpo dell'utilizzatore, riducendo il trauma della forza d'urto. Comunque, per attacchi lenti che permetterebbero il flusso del fluido ispessente, come una pugnalata lenta ma potente, il dilatante non fornirebbe alcuna protezione.
In uno studio, il tessuto standard di Kevlar è stato confrontato con un giubbotto composito realizzato con Kevlar e un fluido ispessente al taglio proprietario. I risultati hanno dimostrato che la combinazione Kevlar/fluido ha avuto migliori risultati del solo Kevlar, nonostante avesse meno di un terzo dello spessore del solo Kevlar.
Due esempi attuali di materiali dilatanti che sono utilizzati in dispositivi di protezione personale sono il d3o e l'Active Protection System, prodotto dalla Dow Corning.